# Jorge Enrique Adoum
Jorge Enrique Adoum, född 29 juni 1926, död 3 juli 2009, var en ecuadoriansk författare.
Adoums texter var djupt rotade i hemlandet, såsom i Los Cuadernos de la Tierra (1953-61, "Anteckningarna om jorden"). Han utnyttjade talspråket på ett djärvt sätt. Adoums skrev även dramer samt romanen Entre Marx y una Mujer desnuda (1976, "Mellan Marx och en naken kvinna").